# دار الحنان (جدة)
دار الحنان تعد أول دار لرعاية اليتيمات في المملكة العربية السعودية.افتتحت في عهد الملك سعود على نفقة الملك فيصل عندما كان وليًا للعهد آنذاك.

## الهدف من إنشاء الدار
وضعت الدار منذ تأسيسها تحت إشراف حرم الملك فيصل عفت آل ثنيان، وقد سميت بدار الحنان؛ نسبة إلى الهدف الأساسي من إنشائها، وهو رعاية اليتيمات، وتقديم الحنان الأسري الذي يفقده اليتيم، وتنشئتهن تنشئة صالحة وتهيئتهن للحياة العملية والمهنية. 

## الرعاية الاجتماعية
اقتصرت الدار على إيواء الفتيات اللواتي فقدن أحد الوالدين أو كليهما، أو ممن كان لديها أب أو والي غيره ويعجز عن العمل وتوفي الحياة المناسبة لها، على أن تكون بين السابعة والعاشرة من العمر.
بدأت الدار في استقبال الطلبات مع بداية عام 1375هـ في مبنى مستأجر مكون من مبنيين صغيرين يقعان على طريق المطار في حي الكندرة بجدة، وفي عام 1383هـ أي: بعد ثمان سنوات تبرع: إبراهيم شاكر بمبنى جديد للدار، وبعدة مدة رأت هيئة الدار ضرورة التوسع والانتقال إلى مبنى جديد لقدم المبنى السابق وازدياد عدد الطالبات، وتم الانتقال إلى المبنى الجديد عام 1401هـ، وكان الانتقال إلى هذا المبنى مؤقتًا حتى تم الانتقال إلى المباني الرئيسية المنشأة خصيصًا للدار.